# Кирхзельте
Кирхзельте (нем. Kirchseelte) — община в Германии, в земле Нижняя Саксония.
Входит в состав района Ольденбург. Подчиняется управлению Харпштедт. Население составляет 1263 человека (на 31 декабря 2010 года). Занимает площадь 14,98 км².
| Год  | Население |
| ---- | --------- |
| 1990 | 1022      |
| 1995 | 1160      |
| 2000 | 1265      |
| 2005 | 1258      |
| 2010 | 1249      |